# Strong Ones
Strong Ones – trzeci singiel holenderskiego DJ-a i producenta muzycznego Armina van Buurena z jego szóstego albumu studyjnego Embrace. Wydany został 16 października 2015 roku przez wytwórnię płytową Armada Music. Gościnnie w utworze wystąpił holenderski piosenkarz Cimo Fränkel.

## Lista utworów i formaty singla
Opracowano na podstawie materiału źródłowego.
- Singel cyfrowy – edycja radiowa

1. "Strong Ones" (gościnnie: Cimo Fränkel) – 3:08

- Singel cyfrowy

1. "Strong Ones" (gościnnie: Cimo Fränkel) – 3:08
2. "Strong Ones" (gościnnie: Cimo Fränkel) (Extended Mix) – 4:55

- Singel cyfrowy – remiksy

1. "Strong Ones" (gościnnie: Cimo Fränkel)  (David Winnel Radio Edit) – 3:21
2. "Strong Ones" (gościnnie: Cimo Fränkel) (Deem Radio Edit) – 3:20
3. "Strong Ones" (gościnnie: Cimo Fränkel) (MOWE Radio Edit) – 3:14
4. "Strong Ones" (gościnnie: Cimo Fränkel) (David Winnel Remix) – 5:22
5. "Strong Ones" (gościnnie: Cimo Fränkel) (Deem Remix) – 4:35
6. "Strong Ones" (gościnnie: Cimo Fränkel) (MOWE Remix) – 5:35

## Pozycje na listach
| Państwo           | Notowania (2015)     | Najwyższa pozycja |
| ----------------- | -------------------- | ----------------- |
| Belgia (Flandria) | Ultratop Dance       | 22                |
| Belgia (Flandria) | Ultratip             | 23                |
| Holandia          | Dutch Dance Top 30   | 16                |
| Holandia          | Dutch Single Tip     | 12                |
| Holandia          | Dutch Single Top 100 | 59                |